# Подольский сельсовет (Гродненская область)
Подольский сельсовет (с 1959 по 1977 год Некрашунский сельсовет) — упразднённая административная единица на территории Островецкого района Гродненской области Белоруссии. В 2013 году сельсовет был упразднён, а его населённые пункты включены в состав Рытанского сельсовета.

## Состав
Подольский сельсовет включал 25 населённых пунктов:
- Барани — деревня
- Белая Вода — деревня
- Большие Свирянки — деревня
- Борово — хутор
- Буйки — деревня
- Бутюрмы — деревня
- Вартачи — хутор
- Ворзяны — деревня
- Гадилуны — деревня
- Дудка — хутор
- Замечек — хутор
- Изори — хутор
- Каменичник — хутор
- Кореняты — деревня
- Левелишки — хутор
- Малые Свирянки — деревня
- Мартиново — хутор
- Подольцы — агрогородок
- Поляны — деревня
- Попишки — деревня
- Потока — хутор
- Роди — хутор
- Ройстишки — хутор
- Таборы — хутор
- Ясень — деревня

Упразднённые населённые пункты на территории сельсовета:
- Бруканишки — хутор
- Забелишки — хутор
- Лещиново — хутор
- Новина — хутор
- Подборье — хутор